# Ле-Мениль-Може
Ле-Мени́ль-Може́ (фр. Le Mesnil-Mauger) — коммуна во Франции, находится в регионе Нижняя Нормандия. Департамент коммуны — Кальвадос. Входит в состав кантона Мезидон-Канон. Округ коммуны — Лизьё.
Код INSEE коммуны — 14422.

## Население
Население коммуны на 2010 год составляло 1052 человека.
| 1962 | 1968 | 1975 | 1982 | 1990 | 1999 | 2010 |
| ---- | ---- | ---- | ---- | ---- | ---- | ---- |
| 1189 | 1081 | 905  | 853  | 926  | 1005 | 1052 |

## Экономика
В 2010 году среди 687 человек трудоспособного возраста (15—64 лет) 520 были экономически активными, 167 — неактивными (показатель активности — 75,7 %, в 1999 году было 69,4 %). Из 520 активных жителей работали 475 человек (257 мужчин и 218 женщин), безработных было 45 (19 мужчин и 26 женщин). Среди 167 неактивных 53 человека были учениками или студентами, 62 — пенсионерами, 52 были неактивными по другим причинам.